# Ivan Ivanovitch Tolstoï (homme politique)
« Tolstoï » redirige ici. Pour les autres significations, voir Tolstoï (homonymie).
Le comte Ivan Ivanovitch Tolstoï (en russe Иван Иванович Толстой) , né le 18 mai 1858 dans l' Empire russe et mort le 20 mai 1916, à Haspra, en Crimée, est un homme politique russe, ministre de l'instruction publique dans l'Empire russe en 1905-1906 ; maire de Saint-Pétersbourg de 1912 à 1916 . À partir de 1893, il est vice-président de l'Académie impériale des beaux-arts, alors que le grand-duc Vladimir Alexandrovitch de Russie en est président. En 1911 il est nommé président de la société russe des numismates. Il est aussi président de la société russe pour l'étude de la vie juive. L'archéologie est également un domaine auquel il s'est intéressé. C'est le frère de l'historien d'art Dmitri Ivanovitch Tolstoï et le père de l'académicien Ivan Ivanovitch Tolstoï.